# DZIDZIO Контрабас
«DZIDZIO Контрабас» — украинская кинокомедия, режиссёра Олега Борщевского, вышедшей в 2017 году. Лента рассказывает о трёх парнях, которые хотят заработать деньги перевозкой контрабанды, при этом попадая в различные ситуации. В главных ролях Михаил Хома, Назарий Гук, и Орест Галицкий.
Фильм вышел в широкий кинопрокат в Украине 31 августа 2017 года.
В августе 2017 лента приняла участие в отборе на выдвижение фильма от Украины на кинопремию «Оскар» Американской академии кинематографических искусств и наук в категории «лучший фильм на иностранном языке».

## Производство
Согласно словам Михаила Хомы, он уже давно вынашивал мысли о создании полнометражного фильма. Однако такая возможность выпала лишь в 2016 году. Сценарий писала команда специалистов, а участие в этом процессе также принимали актеры. Создание фильма началось осенью 2016 года, сначала режиссёром картины стал Любомир Левицкий, а выход был запланирован на 7 марта 2017. В конце октября 2016 был выпущен тизер . Съёмки были запланированы на осень 2016 на Львовщине, однако были перенесены на весну из-за выпавшего снега.

## В ролях
В фильме приняли участие:
| Актёр              | Роль                      |
| ------------------ | ------------------------- |
| Михаил Хома        | Дзидзё                    |
| Галина Хома        | Мама Дидзя                |
| Назарий Звук       | Юлик                      |
| Игорь Кондратюк    | священник «Отец Владимир» |
| Орест Галицкий     | Лямур                     |
| Алексей Вертинский | Коготь                    |
| Сергей Либа        | Богдан Паук               |
| Елена Лавренюк     | Алена                     |
| Сергей Зоренко     | Карл                      |
| Римма Зюбина       | продавщица                |
| Владимир Горянский | браконьер                 |

## Прокат
Лента была показана 10 сентября 2017 в Торонто в рамках программы «Дней украинского кино» на TIFF 2017.
Представление ленты также состоялось в Ивано-Франковске, в Запорожье, Одессе, Черновцах и Тернополе.

### Оценки и критика
Лента получила смешанные отзывы украинских кинокритиков. Председатель Правления Украинской киноакадемии, кинорежиссёр Михаил Ильенко одобрительно отозвался о ленте, он отметил, в ней себя могут узнать рядовые украинцы, как и сам Ильенко. Надежда Заварова с сайта «Cultprostir.ua» похвалила «хороший сценарный замысел», но отметила, что положительный замысел ленты растворился в слабой режиссуре Олега Борщевского. Екатерина Слипченко с сайта Zaxid.net одобрительно отозвалась о фильме, похвалив смешные шутки и хорошую актерскую игру главного протагониста фильма Михаила Фомы (Дзидзьо) и Римы Зюбиной (продавец). Кинокритик Павел Чаплыгин в блоге на сайте «Новое Время» похвалил фильм, написав, что в нём «достаточно нелепых и абсурдных моментов, но все они гармонично вписываются в комедийную канву и ничуть не снижают градус адекватности сюжета… под фильм о коломийских контрабандистов можно весело провести вечер».

### Съемочная группа
- Кинорежиссёр — Олег Борщевский
- Сценаристы — Владимир Нагорный, Иван Поляков, Виктор Семернин, Михаил Хома, Сергей Лавренюк, Павел Сушко, Сергей Либа
- Кинопродюсеры — Сергей Лавренюк, Михаил Хома, Павел Сушко
- Кинооператор — Дмитрий Юриков